# Otto Bus
 (avril 2024).
Si vous disposez d'ouvrages ou d'articles de référence ou si vous connaissez des sites web de qualité traitant du thème abordé ici, merci de compléter l'article en donnant les références utiles à sa vérifiabilité et en les liant à la section « Notes et références ».
Pour les articles homonymes, voir Otto.
Otto Bus (Otto Mann en VO) est l'un personnage fictif de la série animée télévisée Les Simpson. C'est dans l'épisode Marge Folies (lors de son mariage) que l'on en apprend le plus sur son personnage.

## Biographie
Adolescent qui n'a jamais grandi, aux cheveux longs, toujours avec un casque de walkman sur les oreilles (c'est un grand fan de hard rock, et de heavy metal, ce qui causera des dommages à son mariage), il est, comme son nom l'indique, le chauffeur du bus scolaire qu'utilisent Bart et Lisa pour se rendre à l'école.
Il est surtout célèbre pour être un conducteur dangereux qui n'hésite pas à prendre des risques pour aider Bart, qui le considère comme l'adulte le plus cool du monde. Il est de ce fait considéré comme un adolescent par ses supérieurs.
Par ailleurs, il ne possède pas de maison. Son mariage a été annulé, car son ex-future femme ne voulait pas que le groupe de hard rock Cyanure joue à leur mariage. Elle lui avait demandé de choisir entre elle et sa musique, et il est reparti dans son bus, avec le groupe.
Jusqu'à l'épisode Le Permis d'Otto Bus, Otto conduit sans permis. Dans cet épisode, après avoir (encore) créé un accident, il est contraint de le passer et finit par l'obtenir. Depuis, il conduit légalement mais provoque toujours autant d'accidents.
Son père est un amiral qui ne peut pas le supporter. Il y a là une possible référence à Jim Morrison des Doors dont le père était également amiral. Sa mère ne le supporte pas non plus.
Il est également grand fan des Rolling Stones, d'AC/DC, de Black Sabbath, de Judas Priest, d'Iron Maiden, d'Ozzy Osbourne, de Led Zeppelin, de The Edgar Winter Group, de Lynyrd Skynyrd, de Poison, de The Jimi Hendrix Experience, et de Metallica.
Son penchant pour le heavy metal lui viendrait de Matt Groening, qui a été critique de rock dans un magazine.
Quand Otto eut à conduire le bus de la prison, en remplacement provisoire du bus scolaire, il devint assez violent dans ses propos, d'après lui à cause du bus "comme dans le film "Shining".
Otto a également un certain penchant pour les drogues diverses.
Dans l'épisode Le Mariage de Lisa, on apprend que Otto Bus est devenu le patron d'une entreprise de taxis.